# Raucourt (Meurthe-et-Moselle)
Pour les articles homonymes, voir Raucourt.
Raucourt est une commune française située dans le département de Meurthe-et-Moselle, en région Grand Est.

## Géographie
Cette commune fut un village-frontière avec l'Allemagne entre 1871 et 1914.
| Louvigny Moselle |          | Saint-Jure Moselle |
| Éply             | Raucourt |                    |
| Rouves           | Nomeny   | Mailly-sur-Seille  |

### Hydrographie
La commune est dans le bassin versant du Rhin au sein du bassin Rhin-Meuse. Elle est drainée par le ruisseau de Pompy et le Rupt de Beux,.

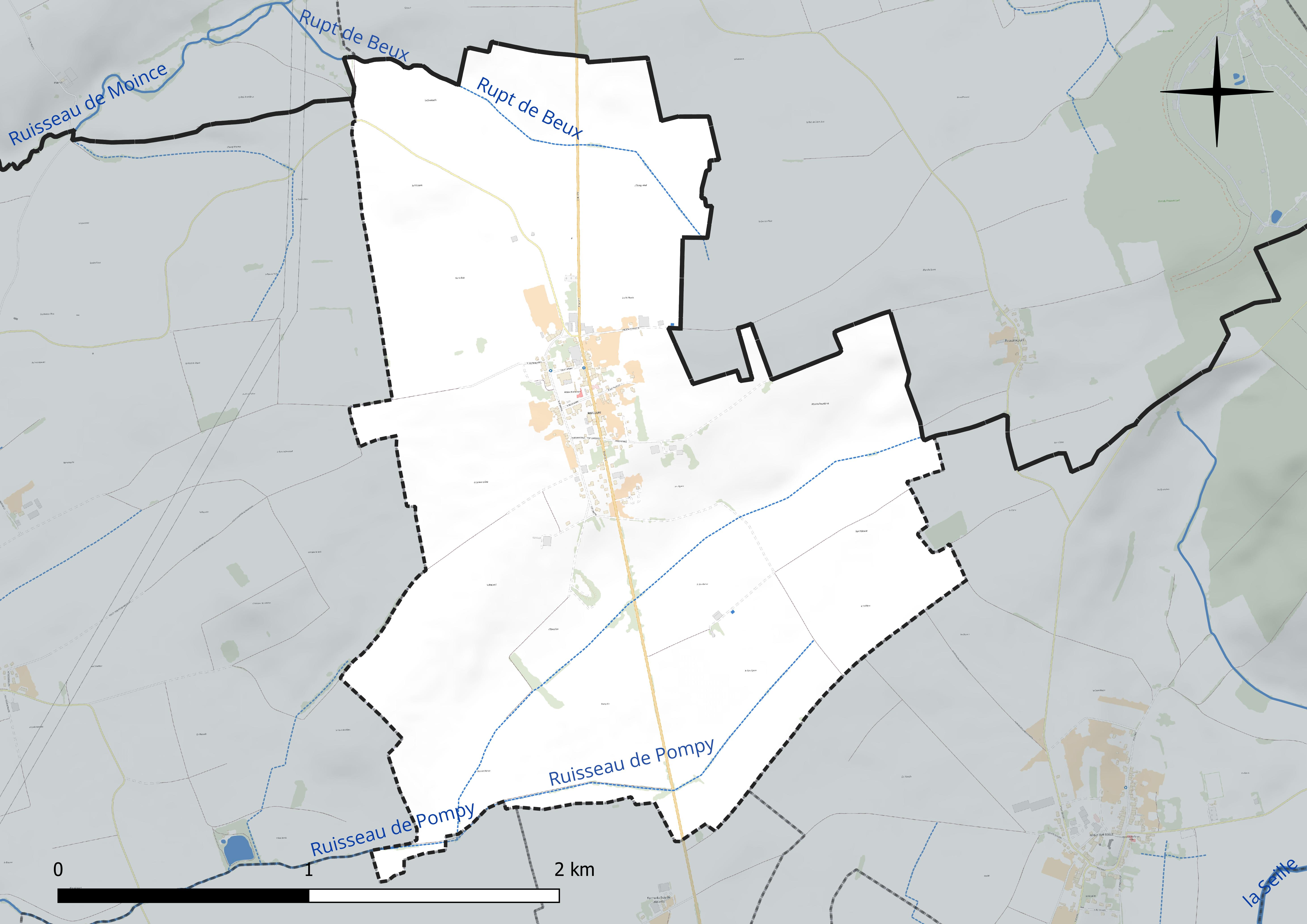
Réseau hydrographique de Raucourt.

### Climat
Pour des articles plus généraux, voir Climat du Grand Est et Climat de Meurthe-et-Moselle.
En 2010, le climat de la commune est de type climat océanique dégradé des plaines du Centre et du Nord, selon une étude du Centre national de la recherche scientifique s'appuyant sur une série de données couvrant la période 1971-2000. En 2020, Météo-France publie une typologie des climats de la France métropolitaine dans laquelle la commune est exposée à un climat semi-continental et est dans la région climatique  Lorraine, plateau de Langres, Morvan, caractérisée par un hiver rude (1,5 °C), des vents modérés et des brouillards fréquents en automne et hiver. 
Pour la période 1971-2000, la température annuelle moyenne est de 9,6 °C, avec une amplitude thermique annuelle de 16,9 °C. Le cumul annuel moyen de précipitations est de 751 mm, avec 11,7 jours de précipitations en janvier et 9,1 jours en juillet. Pour la période 1991-2020, la température moyenne annuelle observée sur la station météorologique de Météo-France la plus proche, « M.n.l. », sur la commune de Goin à 7 km à vol d'oiseau, est de 10,7 °C et le cumul annuel moyen de précipitations est de 678,8 mm. 
La température maximale relevée sur cette station est de 39,5 °C, atteinte le 24 juillet 2019 ; la température minimale est de −16,3 °C, atteinte le 2 janvier 1997,,. 
Les paramètres climatiques de la commune ont été estimés pour le milieu du siècle (2041-2070) selon différents scénarios d'émission de gaz à effet de serre à partir des nouvelles projections climatiques de référence DRIAS-2020. Ils sont consultables sur un site dédié publié par Météo-France en novembre 2022.

## Urbanisme

### Typologie
Au 1er janvier 2024, Raucourt est catégorisée commune rurale à habitat dispersé, selon la nouvelle grille communale de densité à sept niveaux définie par l'Insee en 2022.
Elle est située hors unité urbaine. Par ailleurs la commune fait partie de l'aire d'attraction de Metz, dont elle est une commune de la couronne,. Cette aire, qui regroupe 245 communes, est catégorisée dans les aires de 200 000 à moins de 700 000 habitants,.

### Occupation des sols
L'occupation des sols de la commune, telle qu'elle ressort de la base de données européenne d’occupation biophysique des sols Corine Land Cover (CLC), est marquée par l'importance des territoires agricoles (94,1 % en 2018), une proportion identique à celle de 1990 (94,1 %). La répartition détaillée en 2018 est la suivante : terres arables (63,2 %), prairies (30,9 %), zones urbanisées (5,9 %). L'évolution de l’occupation des sols de la commune et de ses infrastructures peut être observée sur les différentes représentations cartographiques du territoire : la carte de Cassini (XVIIIe siècle), la carte d'état-major (1820-1866) et les cartes ou photos aériennes de l'IGN pour la période actuelle (1950 à aujourd'hui).

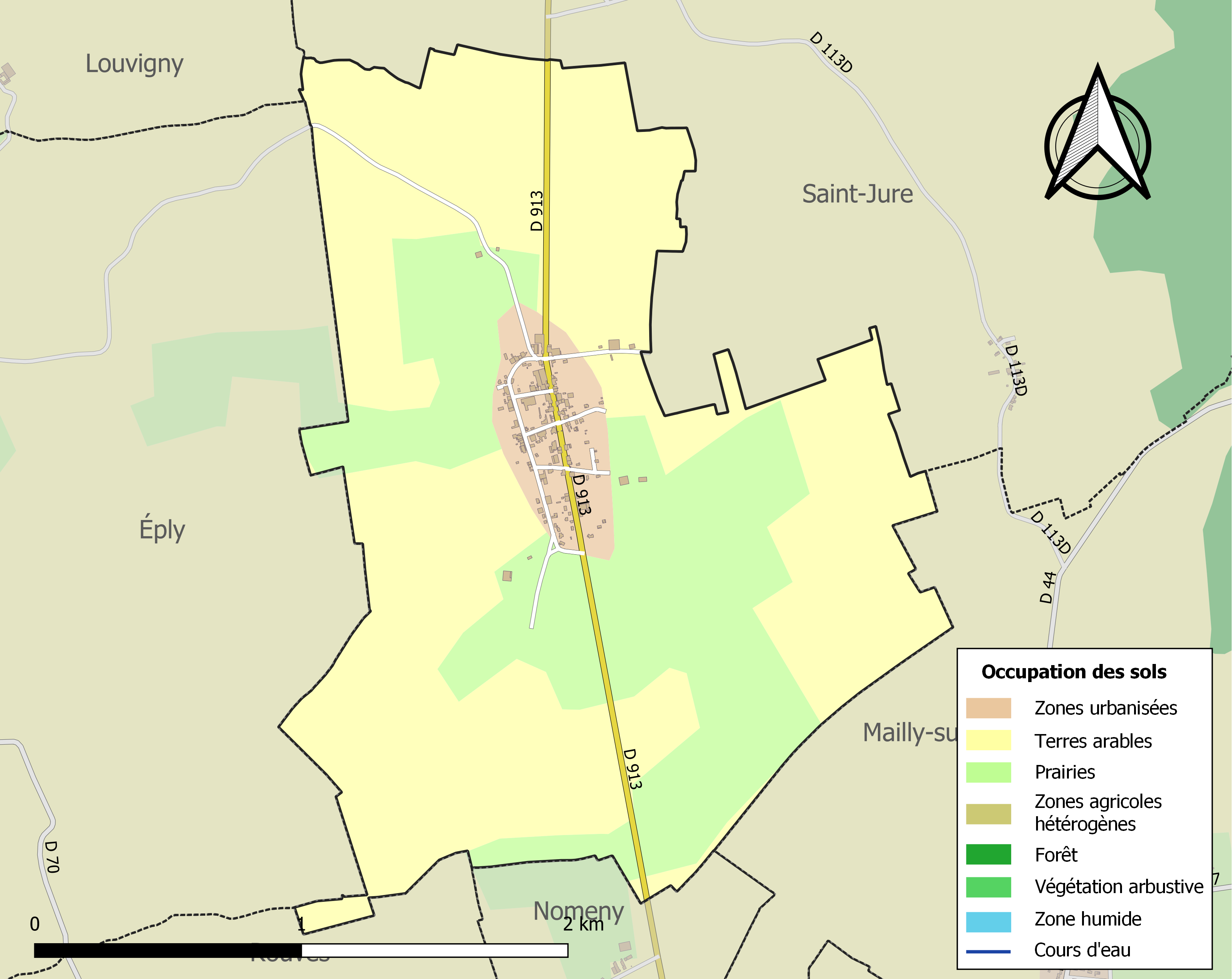
Carte des infrastructures et de l'occupation des sols de la commune en 2018 (CLC).

## Toponymie
Le nom de la localité est attesté sous les formes Ecclesia de Racuriaco (1130) ; Ralcourt (1427).

« Rocher artificiel, amas de pierres qui imite un rocher naturel », se dit quelquefois d'une citadelle .

## Histoire
- Village endommagé en 1914-1918.

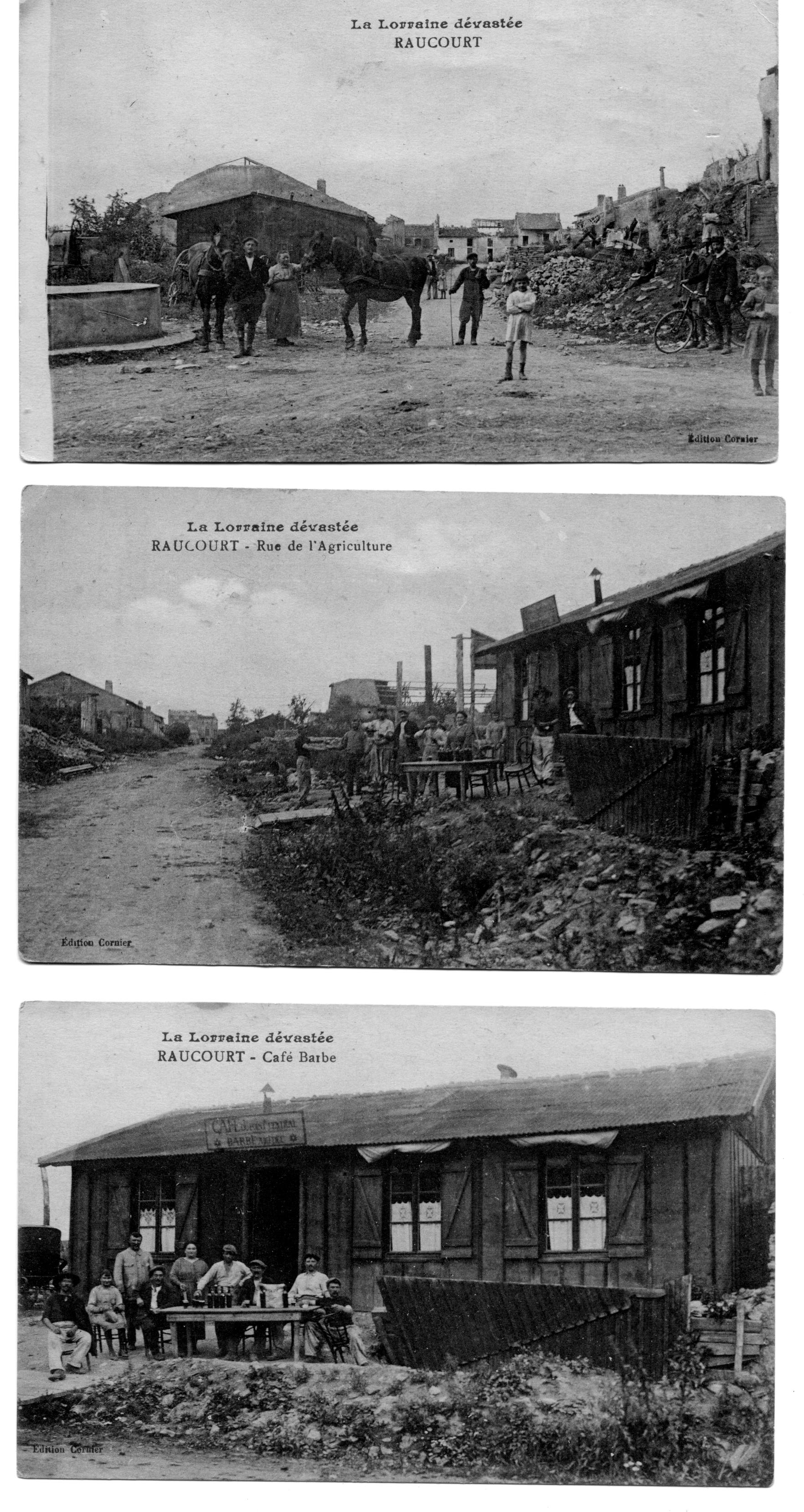

- Les  évènements historiques qui se déroulèrent à Eply durent toucher Raucourt.

## Politique et administration
| Période                                  | Période                      | Identité                                      | Étiquette | Qualité |
| ---------------------------------------- | ---------------------------- | --------------------------------------------- | --------- | ------- |
| Les données manquantes sont à compléter. |                              |                                               |           |         |
| mars 2001                                | 2014                         | Bernard Buzon                                 | DVD       |         |
| 2014                                     | En cours (au 3 juillet 2020) | Claude Bastien Réélu pour le mandat 2020-2026 |           |         |

## Population et société

### Démographie
L'évolution du nombre d'habitants est connue à travers les recensements de la population effectués dans la commune depuis 1793. Pour les communes de moins de 10 000 habitants, une enquête de recensement portant sur toute la population est réalisée tous les cinq ans, les populations de référence des années intermédiaires étant quant à elles estimées par interpolation ou extrapolation. Pour la commune, le premier recensement exhaustif entrant dans le cadre du nouveau dispositif a été réalisé en 2004.

En 2022, la commune comptait 232 habitants, en évolution de +6,91 % par rapport à 2016 (Meurthe-et-Moselle : −0,13 %, France hors Mayotte : +2,11 %).
| 1793 | 1800 | 1806 | 1821 | 1831 | 1836 | 1841 | 1846 | 1851 |
| ---- | ---- | ---- | ---- | ---- | ---- | ---- | ---- | ---- |
| 293  | 287  | 337  | 388  | 418  | 425  | 416  | 400  | 393  |

| 1856 | 1861 | 1872 | 1876 | 1881 | 1886 | 1891 | 1896 | 1901 |
| ---- | ---- | ---- | ---- | ---- | ---- | ---- | ---- | ---- |
| 391  | 390  | 406  | 402  | 403  | 344  | 315  | 298  | 289  |

| 1906 | 1911 | 1921 | 1926 | 1931 | 1936 | 1946 | 1954 | 1962 |
| ---- | ---- | ---- | ---- | ---- | ---- | ---- | ---- | ---- |
| 293  | 250  | 217  | 155  | 149  | 160  | 151  | 154  | 159  |

| 1968 | 1975 | 1982 | 1990 | 1999 | 2004 | 2006 | 2009 | 2014 |
| ---- | ---- | ---- | ---- | ---- | ---- | ---- | ---- | ---- |
| 148  | 167  | 164  | 168  | 168  | 183  | 182  | 191  | 218  |

| 2019 | 2022 | - | - | - | - | - | - | - |
| ---- | ---- | - | - | - | - | - | - | - |
| 222  | 232  | - | - | - | - | - | - | - |

## Culture locale et patrimoine

### Lieux et monuments

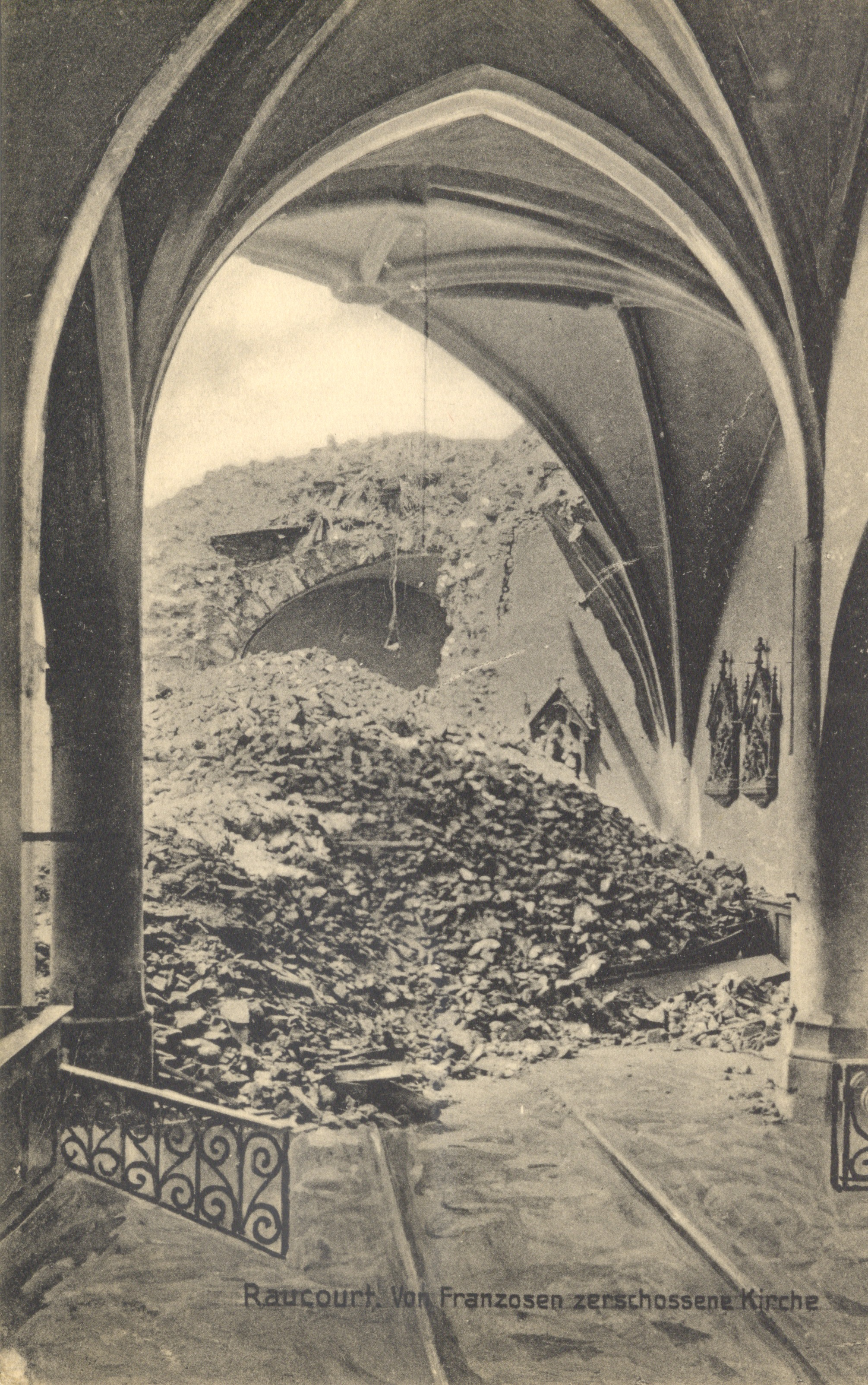
Carte postale allemande.

- Maison forte, construite au XVe siècle par Jean Notaire conseiller du duc de Lorraine René II de Lorraine, fut détruite au XVIIe siècle par les Suédois. En 1635 Bernard de Saxe-Weimar y logea avec sa suite, après s'être emparé de la place par la force
- Église Saint-Martin reconstruite après 1918.

### Héraldique, logotype et devise
| Blason de Raucourt | Blason  | Chevronné d'or et d'azur de huit pièces à la palme d'argent posée en bande brochant sur le tout. |
| Blason de Raucourt | Détails | Le statut officiel du blason reste à déterminer.                                                 |